# Burg Mahlspüren (bei den Burgäckern)
Die Burg Mahlspüren, auch als Burgstall bei den Burgäckern bezeichnet, ist eine abgegangene Höhenburg „bei den Burgäckern“ auf dem 540 m ü. NHN hohen Heuberg 800 Meter westsüdwestlich von Mahlspüren im Tal, einem heutigen Stadtteil von Stockach im baden-württembergischen Landkreis Konstanz in Deutschland.

## Geschichte
Bei dieser Burg des 11. oder 12. Jahrhunderts handelt es sich vermutlich um den Sitz des vom Jahr 1090 bis in die zweite Hälfte des 13. Jahrhunderts genannten Ortsadels von Mahlspüren. Alternativ dazu könnte sie aber auch der Sitz des nach dem in südwestlicher Richtung liegenden Frickenweiler benannten Adels gewesen sein, 1263 wurde ein Rudolfus von Frickenweiler genannt. Das Ende der Burg kam wohl mit dem Abwandern der Adelsfamilien während der zweiten Hälfte des 13. Jahrhunderts.
Von der ehemaligen Burganlage haben sich nur die Flurnamen Burgäcker und Hinterburg sowie ein Graben und davor ein Wall erhalten.

## Beschreibung
Die nach Südwesten ausgerichtete Burganlage gliederte sich in eine Hauptburg mit ovaler Grundfläche von 22 × 33 m, eine Hinterburg mit einer erhöhten Fläche von etwa 16 × 22 und einem dazwischen liegenden, fünf Meter breiten Halsgraben mit steiler Böschung von sechs bis neun Meter Höhe.